# Jüdischer Friedhof (Gailingen)

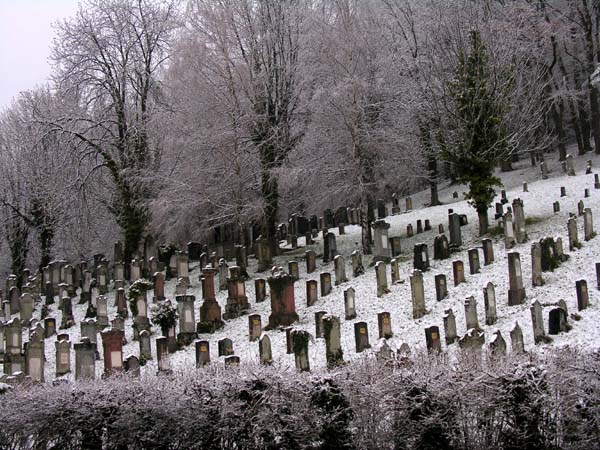
Jüdischer Friedhof in Gailingen (2007)

Der Jüdische Friedhof Gailingen ist ein jüdischer Friedhof in Gailingen am Hochrhein, einer Gemeinde im Landkreis Konstanz in Baden-Württemberg. Der Friedhof ist ein geschütztes Kulturdenkmal und befindet sich unterhalb des Bürglischlosses (Genterweg).

## Geschichte

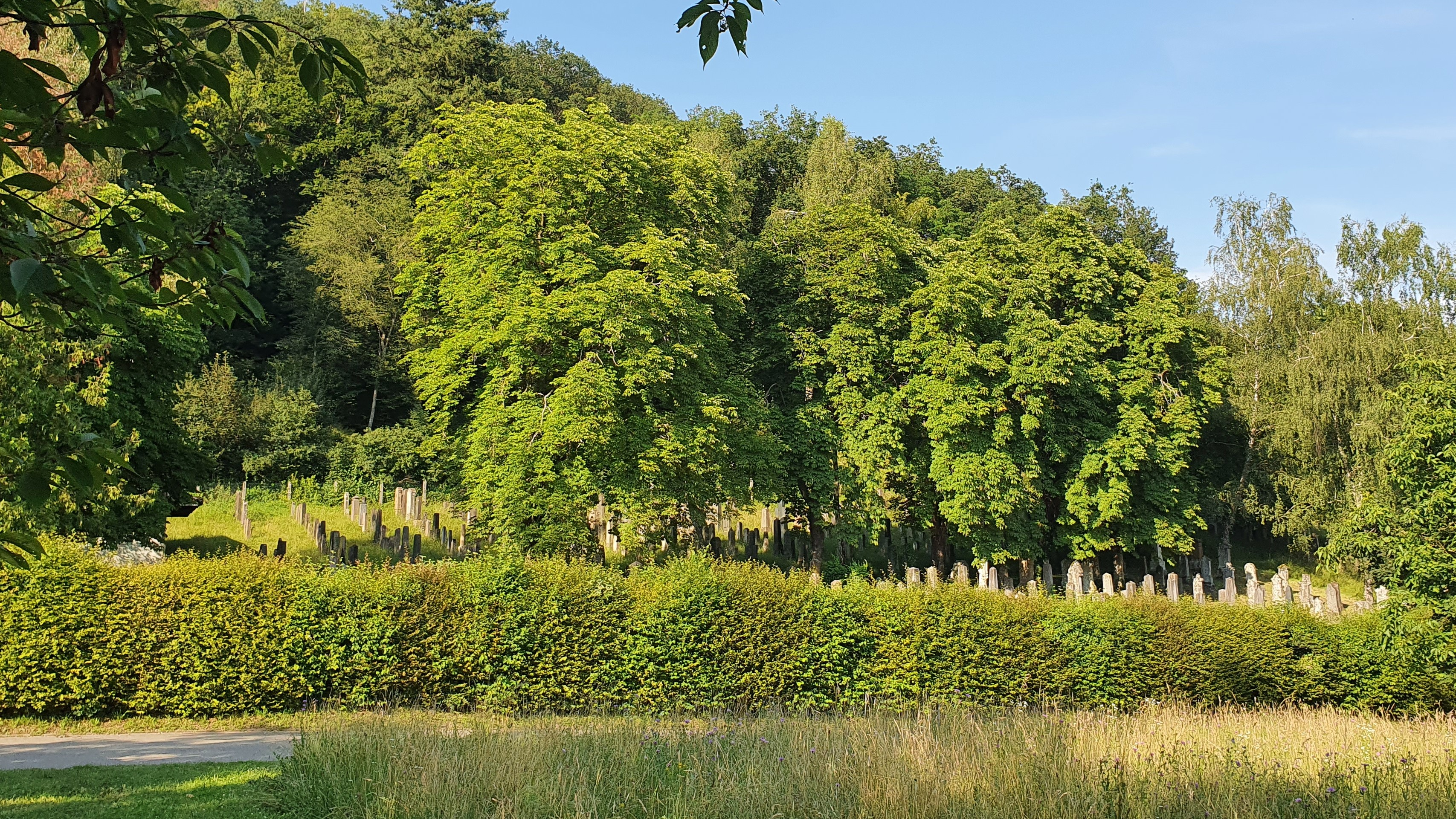
Straßenansicht (2024)

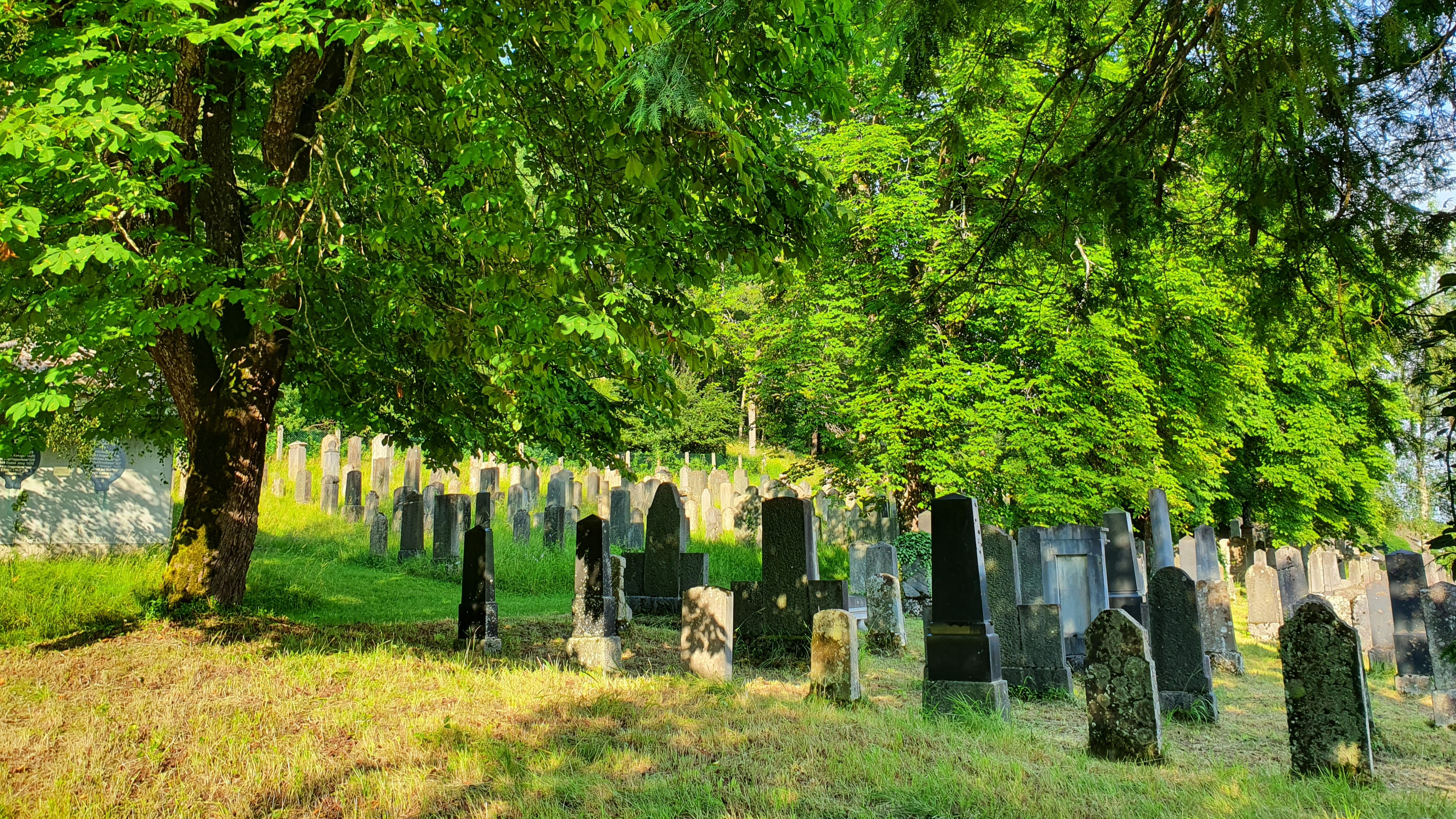
Mit Taharahaus (links im Bild, 2024)

Die jüdische Gemeinde Gailingen konnte bereits um 1650 einen eigenen Friedhof anlegen, der ein Verbandsfriedhof für die im Hegau lebenden jüdischen Familien wurde. Die Juden aus Randegg (bis 1746), Wangen (bis 1826) und Worblingen (bis 1857/58) sowie teilweise aus Donaueschingen und anderen Orten wurden hier beigesetzt.
Der 157,74 Ar große Friedhof wurde mehrmals erweitert und die Instandhaltung des Friedhofes und die Bestattung der Toten wurde von den Mitgliedern der 1676 gegründeten Beerdigungsbruderschaft (Chewra Kadischa) übernommen. Heute befinden sich auf dem Friedhof noch 1244 Grabsteine (Mazewot). Der älteste Grabstein ist von 1695 und das letzte Begräbnis fand 2022 statt.

## Gedenken

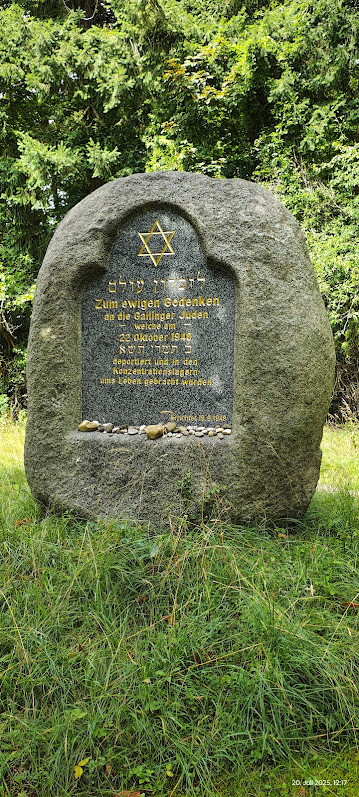
Gedenkstein zum Gedenken an die deportierten und ermordeten Gailinger Juden (Foto: 2025)

Auf dem jüdischen Friedhof erinnert seit 1948 ein Gedenkstein an die jüdischen Bürger aus Gailingen, die 1940 im Rahmen der sogenannten Wagner-Bürckel-Aktion ins KZ Gurs deportiert wurden und der Shoa zum Opfer fielen.
Es existiert noch die Friedhofshalle (Taharahaus) mit den an der Außenwand angebrachten, 1938 aus der Synagoge geretteten Gedenktafeln für die 16 jüdischen Gefallenen des Ersten Weltkriegs (Repliken, die Originale befinden sich im Jüdischen Museum Gailingen).
Der Verein zur Erhaltung des jüdischen Friedhofes Gailingen hat seinen Sitz in Zürich. Er lädt am ersten Tag der Selichot-Gebete die Nachkommen ehemaliger jüdischer Bürger Gailingens aus aller Welt zum Gebet am Friedhof ein.

## Beigesetzte Persönlichkeiten
- Leopold Hirsch Guggenheim (* 25. Februar 1818 in Gailingen; † 27. November 1884 ebenda), jüdischer Kaufmann und von 1870 bis 1884 Bürgermeister von Gailingen